# Ревішвілі Нукрі Патович
Нукрі Ревішвілі (груз. ნუკრი რევიშვილი, нар. 2 березня 1987, Кутаїсі) — грузинський футболіст, що грав на позиції воротаря.

## Клубна кар'єра
У дорослому футболі дебютував 2004 року виступами за «Торпедо» (Кутаїсі), в якому провів два сезони, взявши участь у 14 матчах чемпіонату. 2006 робу був визнаний найкращим молодим воротарем Грузії.
Своєю грою за цю команду привернув увагу представників тренерського штабу російського «Рубіна», до складу якого приєднався 2006 року. Відіграв за казанську команду наступні чотири сезони своєї ігрової кар'єри. За цей час виграв з клубом два чемпіонати Росії та один Суперкубок, проте основним воротарем так і не став, тому в кінці 2009 року покинув Казань.
Протягом 2010–2011 років захищав кольори «Анжі».
До складу клубу «Краснодар» приєднався на початку 2012 року. Всього встиг відіграти за краснодарську команду 15 матчів в національному чемпіонаті.
Згодом з 2013 по 2016 рік грав у складі команд «Діла», «Валетта», «Тосно» та «Мордовія».
2016 року уклав контракт з клубом «Динамо» (Тбілісі), у складі якого провів наступний рік своєї кар'єри гравця.
Протягом 2017 року захищав кольори клубу «Дачія» (Кишинів).
З 2017 року знову, цього разу один сезон захищав кольори клубу «Динамо» (Тбілісі).
Завершив ігрову кар'єру у команді «Руставі», за яку виступав протягом 2018 року.

## Виступи за збірні
Протягом 2004–2008 років залучався до складу молодіжної збірної Грузії. На молодіжному рівні зіграв у 23 офіційних матчах, пропустив 20 голів.
8 жовтня 2005 року дебютував в офіційних матчах у складі національної збірної Грузії.
Загалом протягом кар'єри у національній команді, яка тривала 12 років, провів у її формі 32 матчі.

## Досягнення
- Чемпіон Росії: 2008, 2009
- Фіналіст Кубка Росії: 2008/09
- Володар Суперкубка Росії: 2009, 2012